# Ixora homolleae
Ixora homolleae är en måreväxtart som beskrevs av Ined.. Ixora homolleae ingår i släktet Ixora och familjen måreväxter. Inga underarter finns listade i Catalogue of Life.